# Phylloicus aeneus
Phylloicus aeneus är en nattsländeart som först beskrevs av Hagen 1861.  Phylloicus aeneus ingår i släktet Phylloicus och familjen Calamoceratidae. Inga underarter finns listade i Catalogue of Life.